# Ebergassing (Herrschaft)
Die Herrschaft Ebergassing war eine Grundherrschaft im Viertel unter dem Wienerwald im Erzherzogtum Österreich unter der Enns, dem heutigen Niederösterreich.

## Ausdehnung
Die Herrschaft umfasste zuletzt die Ortsobrigkeit über Ebergassing und Wienerherberg. Der Sitz der Verwaltung befand sich im Schloss Ebergassing.

## Geschichte
Letzter Besitzer der Allodialherrschaft war Franz Freiherr von Schloißnigg, Director der priv. Nationalbank, der die Grundherrschaft seit 1811 innehatte. In Folge der Reformen 1848/1849 wurde die Herrschaft aufgelöst.